# Viçosa do Ceará
Viçosa do Ceará este oraș și o municipalitate din statul Ceará (CE) din Brazilia.